# Amt Neubukow-Salzhaff
La comunità amministrativa di Neubukow-Salzhaff (Amt Neubukow-Salzhaff) si trova nel Circondario di Rostock nel Meclemburgo-Pomerania Anteriore, in Germania.

## Suddivisione
Comprende 6 comuni (abitanti il 31 dicembre 2022):
1. Alt Bukow (508)
2. Am Salzhaff (519)
3. Bastorf (1 083)
4. Biendorf (1 249)
5. Carinerland (1 298)
6. Rerik, città (2 192)

Il capoluogo è Neubukow, esterna al territorio della comunità amministrativa.